# Psalisodes
Psalisodes is een geslacht van vlinders van de familie tandvlinders (Notodontidae), uit de onderfamilie Notodontinae.

## Soorten
- P. atrifasciata Hampson, 1910
- P. bistriata (Kiriakoff, 1962)
- P. concolora (Bethune-Baker, 1909)
- P. defasciata Gaede, 1928
- P. dimorpha Kiriakoff, 1968
- P. discalis (Hampson, 1910)
- P. leuca (Hampson, 1910)
- P. saalfeldi Kiriakoff, 1979
- P. xylochroa (Hampson, 1910)